# Taiko

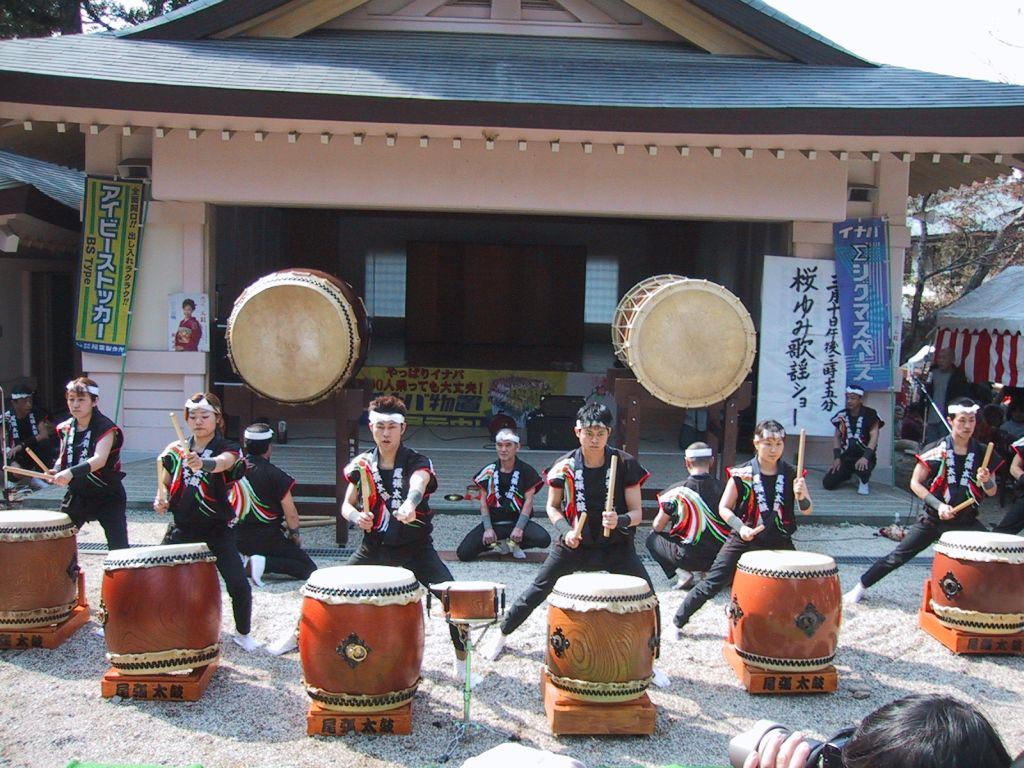
Taiko-drummers in Japan

Taiko (Japans: 太鼓) betekent letterlijk "grote drum" (太, tai: groot, breed; 鼓, ko: drum). Er zijn verschillende soorten taiko's en zij vormen op zich een onderdeel van het Japans traditioneel theater, festivals en muziekgenres. Het bespelen van een taiko in ensembles, zoals men dat tegenwoordig kent, heet Kumi-Daiko (組太鼓; 組, kumi: groep) en betekent letterlijk: drummen in groep. Het bekendste voorbeeld is Kodō.

## Historisch

### Voor de Tweede Wereldoorlog
Hoewel een exacte datering speculatie is, zou taiko vermoedelijk meer dan 2000 jaar oud zijn. De oudste tot nu toe gevonden bron is het Haniwa Haniwa-figuurtje Man beating the taiko, opgegraven in de Sawa-prefectuur Gunma. Het is een afbeelding van een man die een drum bespeelt met een drumstok.
De oorsprong en de ontwikkeling van taiko worden in verband gebracht met culturele invloeden uit China en Korea, vanaf de 5e eeuw. Anderzijds is er een link met het boeddhisme in Japan en waarschijnlijk ook met het Indisch subcontinent. Volgens Takata is de evolutie van taiko's na 900 na Chr. een eigen weg gegaan en zou dat volledig toe te schrijven zijn aan Japanse ambachtslui.
Een taiko kon allerlei functies hebben. Ze werden bespeeld in zowel boeddhistische tempels als in shinto schrijnen Andere gelegenheden waarbij verschillende types van taiko's gebruikt worden, de matsuri- en Obon-festivals, Gagaku, No-spel, Bunraku en Kabuki.
Op militair vlak werd de taiko gebruikt om de eigen militairen aan te moedigen, orders door te geven en vijanden af te schrikken. Een taiko was ook het enige instrument dat op een slagveld kon gehoord worden.
Taiko's zouden al sinds de Jōmonperiode (縄文時代, Jōmon-jidai; 10.000 v.C.- 300 v.C.) gebruikt worden. In A Brief History of Taiko vermeldt Izumi dat de eerste vormen van taiko's terug te vinden zijn in archeologische sites van de Jōmon-periode. Taiko's zouden in een dorp berichten en waarschuwingen duidelijk gemaakt hebben door middel van drumpatronen. Een gelijkaardig gebruik van percussie-instrumenten kan men ook in andere culturen terugvinden.

### Na de Tweede Wereldoorlog

#### Daihachi Oguchi en kumidaiko
Hedendaags taiko is voornamelijk toe te schrijven aan de creativiteit van zijn 'goeroe', Daihachi Oguchi (1924 - 2008).
In 1947, na de oorlog, keerde Oguchi terug naar Japan uit China, om zich toe te wijden aan zijn passie voor jazz. Enkele jaren later zou hij een document in handen krijgen met een partituur voor taiko. Na de ontcijfering ervan wou Oguchi de theorie in de praktijk omzetten. Hij experimenteerde met verschillende soorten taikos en hun onderlinge posities. Hierbij gebruikte hij zijn ervaring als de jazzdrummer. Onder zijn muzikanten verdeelde hij verschillende ritmische patronen Na enkele optredens op festivals bleek de nieuwe stijl aan te slaan en niet veel later zou Oguchi Osuwa-Daiko oprichten. Kumi-Daiko was een feit.

#### De verspreiding van taiko ensembles in Japan
De verspreiding van taiko zou samen zijn gegaan met de heropbouw van Japan na de Tweede Wereldoorlog. Economisch gezien zat het land, net na 1945, aan de grond en werd het bezet door de Amerikanen. Later zou Japan zijn soevereiniteit terugkrijgen door middel van het Vredesverdrag van San Francisco en door een economisch 'powerhouse' te worden.
In 1964 werden, voor het eerst in Azië, de Olympische Zomerspelen gehouden. Tijdens de spelen was er een Festival van de Kunsten waar men traditionele kunsten toonde, zoals Kabuki, No etc. Osuwa-Daiko was ook uitgenodigd en na het festival werd de stichter, Daihachi Oguchi, gevraagd om nieuwe taiko-groepen te trainen.
In de jaren 70 en 80 werden de subsidies voor lokale gemeenschappen en de plaatselijke tradities gestimuleerd en verhoogd. Dit was een opsteker voor de populairder wordende taiko-groepen. Volgens sommigen werd taiko langzamerhand een symbool voor de 'oude dagen'.
Het is in de eerstvolgende drie decennia na de Tweede Wereldoorlog dat groepen zoals Sukeroku Daiko, Za Ondekoza en Kodō ontstonden. Vooral de laatste twee zijn nu nog zeer belangrijk. Za Ondekoza, gesticht door Den Tagayasu in 1970 (1969) op Sado eiland, zou de eerste groep zijn geweest die taiko internationaal bekend maakte. Ze stonden vooral bekend voor hun discipline, maar door interne problemen splitste de groep op in 1981. Tagayasu ging zijn eigen weg en de overige leden richtten Kodō op.

#### Internationalisering van taiko
Niet alleen werd taiko populair in Japan, met de successen van Kodō en Za Ondekoza verspreidde dit fenomeen zich internationaal. Vooral in de Verenigde Staten werd taiko razend populair, aangezien er sinds het begin van de 20e eeuw veel Japanners naar de Verenigde Staten zijn geïmmigreerd.
In het begin had taiko voornamelijk een religieuze of feestelijke betekenis voor deze issei. De Issei en ook de Nissei gebruikten hun muziek als een manier om hun identiteit te behouden. In Transformations of Tradition: Three Generations of Japanese American Music Making legt Asai uit dat de Amerikaanse blanke burgers in een gelijkaardige mate Japanners racistisch behandelden als zwarten. Tijdens de Tweede Wereldoorlog werden veel Japanners in kampen geplaatst. Voor velen was dit een kans om meer muziek te spelen, hoewel volgens Izumi in mindere mate taiko. In de periode van de Civil rights movement zou het Amerikaanse taiko een heropleving kennen. Zelfs in boeddhistische tempels zouden monniken beginnen te experimenteren. Eén jaar na de komst van Seiichi Tanaka, zie verder, trachtten enkele boeddhistische monniken van de Senshin tempel in Los Angeles taiko op een andere manier te spelen. Ze vonden dit leuk en richtten de eerste Japans-Amerikaanse groep voor Japans-Amerikanen op, Kinnara Taiko. In 1968 bracht Seiichi Tanaka, die bij de bekende groepen Osuwa Daiko en O Edo Sukeroku Daiko geleerd had, taiko-technieken over naar de Verenigde Staten. Hij zou later zijn eigen Dojo, San Francisco Taiko Dojo, oprichten en zijn eigen Tanaka-stijl oprichten. Tegenwoordig zijn er veel groepen in de Verenigde Staten die de Tanaka-stijl hanteren. In 1973 ontstond San Jose Taiko. Zowel deze groep als de San Francisco Taiko Dojo zouden zelf professionele groepen worden. Volgens Asai zou taiko de meest verspreide vorm van Japans-Amerikaanse muziek zijn.
Tegenwoordig kan men taiko ook terugvinden in de populaire cultuur. Er zijn al talloze videogames gemaakt (zowel voor arcade hallen als playstation,...) en men kan zelfs al op zijn of haar GSM een taiko-spelletje spelen. Zelfs in het medium film kan men taiko terugvinden. Kodō speelt mee in de soundtrack van Hero. Ook in de film Zatoichi van Takeshi Kitano klinken er taiko's.
Men vermoedt dat er begin eenentwintigste eeuw een tienduizendtal taiko-groepen zijn, waarvan 8000 in Japan, 1000 in Noord-Amerika en honderden meer in de rest van wereld.

## Soorten taiko en uitvoering
Een taiko bespelen is niet hetzelfde als een drumstel bespelen. Een aantal verschillen zijn de houding, de attitude, het uithoudingsvermogen, de manier van spelen en het gebruik van woorden om taiko-geluiden na te bootsen, genaamd Kuchi shōga
Er zijn veel verschillende soorten taiko's en afhankelijk van de grootte en vorm bespeelt men elke variant anders. Elke taiko heeft twee vellen onderaan en twee bovenaan, meestal door middel van ijzeren pinnen aan de taiko bevestigd. Elke taiko bespeelt men met Bachi (桴, 枹), houten stokken. Ze kunnen naargelang de taiko-variant een andere grootte hebben (Voor een O-Daiko een grote bachi). Hieronder een korte lijst met enkele variaties.
- Chu-Daiko: "Groter dan de Miya-Daiko, maar smaller dan de O-Daiko"[32] Men zit op de grond, maar de rug maakt een hoek van 45° graden ten opzichte van de grond.
- Hira-Daiko: Hetzelfde als een Miya-Daiko, maar één vierde in hoogte.[32]
- Miya-Daiko: "De meest voorkomend variant, vooral gebruikt op festivals"[32]
- Ō-Daiko: De grootste taiko die men gebruikt.
- Shime-Daiko: Een kleine taiko ter grootte van een snaredrum, waarbij de 2 vellen bovenaan en onderaan met elkaar verbonden zijn via touwen.[32]